# قطعنامه ۱۵۹۱ شورای امنیت
قطعنامه ۱۵۹۱ شورای امنیت سازمان ملل متحد که در تاریخ ۲۴ مارس ۲۰۰۵ تصویب شد، سندی بین‌المللی دربارهٔ بررسی وضعیت در مورد سودان است. این قطعنامه طی نشست ۵۱۵۱ام با ۱۵ رای موافق، ۰ مخالف و ۰ ممتنع تصویب شد.